# George Morikawa
 (janvier 2024).
Si vous disposez d'ouvrages ou d'articles de référence ou si vous connaissez des sites web de qualité traitant du thème abordé ici, merci de compléter l'article en donnant les références utiles à sa vérifiabilité et en les liant à la section « Notes et références ».
Pour les articles homonymes, voir Morikawa.
George Morikawa (森川 ジョージ, Morikawa Jōji), de son vrai nom Jōji Morikawa (森川 常次, Morikawa Jōji), est un mangaka japonais né le 17 janvier 1966. Son œuvre principale se nomme Ippo (Hajime no ippo), qu'il continue toujours de dessiner au rythme d'un tome tous les 2 ou 3 mois. Son manga, édité chez Kōdansha, compte actuellement plus de 130 volumes, et a remporté en 1991 le prix du manga  de son éditeur.
George Morikawa est un véritable fan de boxe anglaise, il a notamment assisté le 2 novembre 1990 au combat entre Mike Tyson et James Douglas au Tokyo Dome, la première défaite de Tyson. Il s'est aussi lui-même lancé dans le monde de la boxe en rachetant un club prestigieux au Japon, le JB Sports Gym, où s'entraînent les futurs champions japonais. Et le 6 avril 2005 il est homme de coin pour Manabu Fukushima.

## Biographie
En 1983 , alors qu'il était au lycée, il fait ses débuts en tant que mangaka avec "Silhouette Knight". Depuis 1989 , "Hajime no Ippo" est sérialisé dans le " Weekly Shonen Magazine ". Depuis lors, l'essentiel de sa carrière d'artiste manga a été consacré à l'écriture de cette même œuvre.
En 2012, le premier épisode de la nouvelle œuvre "Ai ni Iku yo" (œuvre originale de Nobumi ) pour la première fois en 22 ans a été annoncé dans "Weekly Shonen Magazine" n° 31, 2012, mais les cinq épisodes ont été annoncés depuis le début. Malgré le fait que cela se fasse, il y avait un problème avec la sérialisation simultanée avec "Hajime no Ippo", donc la pause s'est poursuivie, et elle s'est terminée dans le 7e numéro de 2014.

## Personnages
Lorsqu'il était à l'école primaire, il a lu « Harris No Kaze » et "Ashita no Joe" de Tetsuya Chiba et a décidé de devenir mangaka. Il adorait la boxe, mais il évitait ce domaine car Tetsuya Chiba, qu'il respectait, dessinait des mangas de boxe.
Après avoir assisté l’auteur d’Initial D, Shuichi Shigeno, il se lance en solo avec des séries avec le fantastique "Silhouette Night" (1983) et deux titres sportifs en 1986, Kazuya Now sur le football et Signal Blue sur les courses automobiles. Ces mangas ont été interrompues l'un après l'autre. Ayant déjà une femme et des enfants et vivant dans une situation difficile, il a décidé d'arrêter d'être un mangaka si son prochain manga ne fonctionnait pas.
Fan de boxe, il est allé jusqu'à devenir propriétaire de la salle de boxe " JB SPORTS Boxing Gym " et en est actuellement le président. Il est un grand amateur de pêche et dit réserver au moins une journée par semaine à son passe-temps.

## Œuvre
- Silhouette Night (シルエットナイト) (1983)
- Kazuya Now (一矢NOW) (1986) (2 volumes)
- Signal Blue (シグナルブルー) (1986) (2 volumes)
- Hajime no Ippo (はじめの一歩) (1989-En Cours, Kōdansha (édition japonaise), Kurokawa (édition française) (137 volumes - En Cours)
- Ai ni Iku yo (会いにいくよ, Ai ni Ikuyo) (2012) (1 volume)